# Riescheid
Riescheid ist eine Ortslage in der bergischen Großstadt Wuppertal. Sie ging aus einem der mittelalterlichen Ursprungshöfe Barmens hervor.

## Lage und Beschreibung
Die Ortslage befindet sind auf einer Höhe von 227 m ü. NHN an der heutigen Winchenbachstraße im Wohnquartier Hatzfeld des Stadtbezirks Barmen im Tal des Leimbachs. Südlich liegt der Höhenzug Wollspinnersberg im heutigen Wuppertaler Nordpark, nach Norden steigt das Gelände zur Wasserscheide zwischen den Flusssystemen der Wupper und der Ruhr an. Die heute stillgelegte Bahnstrecke Loh–Hatzfeld führt südlich an der Ortslage vorbei, dahinter verläuft die Bundesautobahn 46.
Heute ist die Ortslage hauptsächlich durch den Namen der nahen Kleingartenanlagen Riescheid-Ost und Riescheid-West bekannt.

## Etymologie und Geschichte

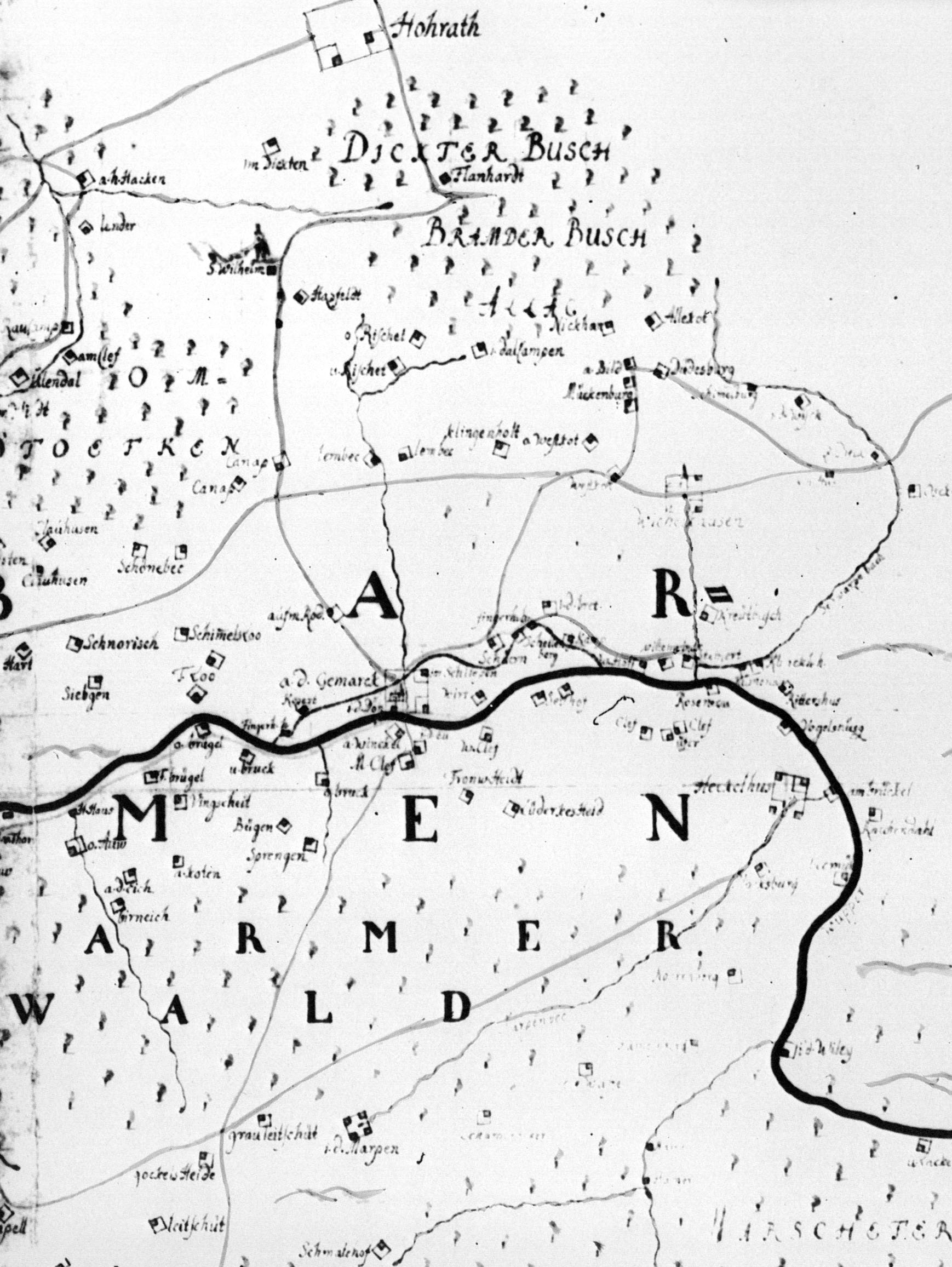
Karte der Hofschaften im Gebiet des heutigen Barmen von Erich Philipp Ploennies (1715)

Der Name setzt sich aus einem Personennamen Rie und der Bezeichnung für einen Rodungsplatz (-scheid) oder einen Höhenzug zusammen. Diese Art des Namens lässt auf eine recht frühe Besiedelung vor der ersten Jahrtausendwende schließen. Weitere in Urkunden genannte Namen sind Reisscheidt (1554), Rischet (1606) und Rischeidt (1641).
Die früheste mit Datum gesicherte Erwähnung Riescheids fand als Rystenschede im Kettenbuch (Liber Catentatus) des Stiftes Essen im Jahr 1352 statt. Dort wird Riescheid wie auch der benachbarte Leimbacher Hof als mansi liberi, also freier Hof verzeichnet. Die Freiheit bezog sich auf die Freistellung von Dienstpflichten, die Höfe waren aber dennoch zu dieser Zeit Allode des Stiftes und abgabepflichtig.
Als Richenschede wird es in der Beyenburger Amtsrechnung (Abrechnung des Rentmeisters an die Bergisch-herzogliche Kameralverwaltung) des Jahres 1466 erwähnt. Aus dieser geht hervor, das der Wohnplatz Riescheid bereit zu dieser Zeit in zwei kleinere Vollhöfe, die einem Heinke(n) zu Riescheid und einem Schwacke zu Riescheid gehörten, und einem Kotten unterteilt waren. Riescheid gehörte zu der Barmer Markgenossenschaft.
Aufgrund der ungenügenden Quellenlage ist es nicht belegt, aber möglich, dass Riescheid bereits zu den bereits im Jahr 1244 genannten „Gütern in Barmen“ („Bona de Barme“) im kurkölnischen Gebiet gehörte, die von dem Grafen Ludwig von Ravensberg als Allod in den Besitz der Grafen von Berg unter Graf Heinrich IV. übergingen. Territorial lag das Gebiet um Riescheid von 1324 bis 1420 im märkischen Kirchspiel und Gogerichtsbezirk Schwelm und ging danach an das bergische Amt Beyenburg über und wurde Teil der Bauerschaft Barmen. 1641 wird die Größe Riescheids mit 112 cölnischen Morgen angegeben.
1715 wird auf der Topographia Ducatus Montani des Erich Philipp Ploennies zwischen zwei Höfen o.Richet (Oberriescheid) und u.Richet (Unterriescheid) unterschieden. Getrennt sind die beiden Siedlungsplätze durch den Verlauf der heutigen Schwartnerstraße. Mit den übrigen Höfen in der Bauerschaft Barmen war Riescheid bis 1806 Teil des bergischen Amtes Beyenburg. Kirchlich gehörte es bis zur Einrichtung einer eigenen Barmer Pfarrei im 17. Jahrhundert dem Kirchspiel Schwelm an. 
Bis in das erste Drittel des 20. Jahrhunderts waren die beiden Wohnplätze Oberriescheid und Unterriescheid eigenständige Siedlungen. Zunächst in Unterriescheid, in der zweiten Hälfte des 20. Jahrhunderts auch in Oberriescheid, ging die Ortslage in die wachsenden Wohnbebauung an der Winchenbachstraße auf.